# Актау (порт)
Порт «Акта́у» — каспийский порт в одноимённом казахстанском городе. Официальное название управляющей компании — Акционерное общество «Национальная Компания „Актауский Морской Торговый Порт“». 100 % акций порта находятся в доверительном управлении Казахстанских железных дорог.

## Описание
Бывший статус «морского порта международного значения» был придан порту Постановлением правительства Республики Казахстан от 31 июля 2003 года № 768. 3 сентября 2018 года постановление правительства РК № 544 переименовало организацию с АО «Национальная компания „Актауский международный морской торговый порт“» в АО «Национальная компания „Актауский морской торговый порт“». В пояснительной записке к проекту постановления отмечается, что лишение его международного статуса позволит снять ограничение на приватизацию порта.
Расположен на северо-восточном берегу Каспийского моря. Порт — государственное предприятие, имеет важное международное значение в системе дальних грузоперевозок. Поступивший морским путём с Запада груз отправляется по железной дороге и автотранспортом по Казахстану, в Сибирь и в страны Дальнего Востока.
Морские пути из Актауской бухты ведут на Запад в порты Азербайджана (Баку, Алят) и на юг в Иран (Бендер-Энзели). Паромная переправа через Каспийское море «Актау-порт — Алят» является частью транскаспийского транспортного маршрута в рамках международного инициативы «Шёлковый путь» (Китай — Казахстан — Азербайджан — Грузия — Турция — Европа), с целью сокращения пути в Евросоюз. Из Казахстана через порт вывозится сырье, в основном нефть, зерно, различные оборудование и товары, а также транзитный груз из Китая и прочих стран.
Мощность порта составляет 3,2 млн тонн сухогрузов и 12,5 млн тонн сырой нефти в год. 23 мая 2005 года при участии первого президента Казахстана Нурсултана Назарбаева в порту состоялась презентация первого казахстанского танкера «Астана» водоизмещением 12 тысяч тонн. В ноябре 2023 года в порт получил два новых нефтетанкера Taraz и Liwa дедвейтом 8000 тонн. Нефтетанкеры стали использоваться для поставок казахстанской нефти с месторождений Тенгиз и Кашаган через Каспийское море в Азербайджан и далее по нефтепроводу Баку-Тбилиси-Джейхан.